# 灰色9号

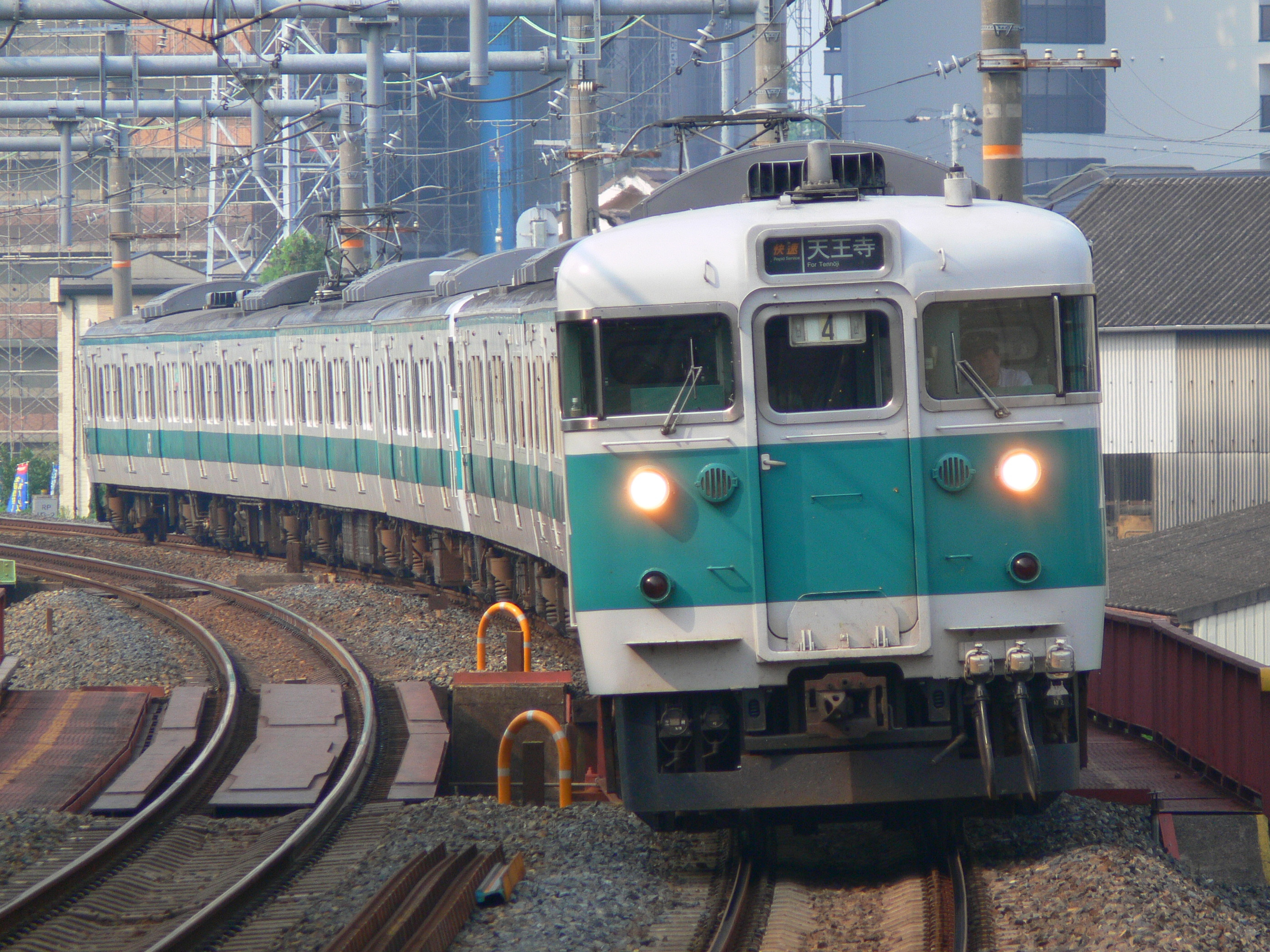
关西地区的113系，以灰色9号为底色

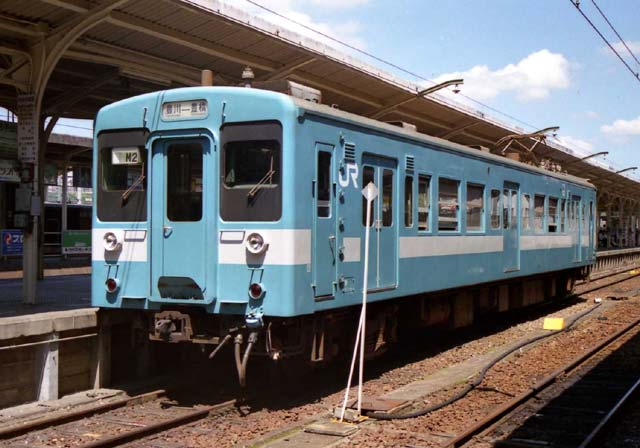
119系以灰色9号为帶色

灰色9号是日本國鐵制定的颜色名称之一。

## 概要
國鐵內部常用的颜色名称是「珍珠白」，虽然实际上叫做「灰色」，但它是一种非常接近白色的灰色。

## 近似颜色
- 白3号
- 奶油10号